# ولاية العهد في قطر
ولي عهد دولة قطر هو ثاني منصب في دولة قطر حيث يأتي بعد مباشرة الأمير ، وهو من يخلف الأمير في حال وفاته أو شغور المنصب لأي سبب من الأسباب ، ووفقاً للدستور القطري تكون ولاية العهد في أحد أبناء الأمير وفي حال لم يكن للأمير ابن يجوز له أن يعين من يرى من العائلة الحاكمة ولياً للعهد. ومنذ 25 يونيو 2013 بعد أن تولى الشيخ تميم بن حمد آل ثاني مقاليد الحكم أصبح منصب ولي العهد شاغراً وذلك لتعذر تعين ولي للعهد نظراً لصغر سن أبناء الأمير.
وفقاً للمادة 9 من الدستور القطري يعين الأمير ولي العهد بأمر أميري وذلك بعد التشاور مع العائلة الحاكمة وأهل والعقد ، ويشترط في ولي العهد أن يكون مسلماً من أم قطرية مسلمة.
ووفقاً للمادة 11 من الدستور القطري يتولى ولي العهد مباشرة صلاحيات الأمير وممارسة اختصاصاته نيابة عنه أثناء غياب الأمير خارج البلاد أو إذا قام به مانع مؤقت.
ووفقاً للمادة 12 من الدستور القطري للأمير أن يعهد بمباشرة بعض اختصاصاته إلى ولي العهد بموجب أمر أميري.

## قائمة ولاة العهد

### قائمة ولاة العهد في دولة قطر
|   | الاسم                                      | الصورة | فترة تولي المنصب | فترة تولي المنصب |
| - | ------------------------------------------ | ------ | ---------------- | ---------------- |
| 1 | الشيخ حمد بن عبدالله آل ثاني (1896 - 1948) |        | 1935             | 27 مايو 1948     |
| 2 | الشيخ علي بن عبدالله آل ثاني               |        | 1948             | 20 أغسطس 1949    |
| 3 | الشيخ خليفة بن حمد آل ثاني (1930–2016)     |        | 24 أكتوبر 1960   | 22 فبراير 1972   |
| 4 | الشيخ حمد بن خليفة آل ثاني (مواليد 1952)   |        | 31 مايو 1977     | 27 يونيو 1995    |
| 5 | الشيخ جاسم بن حمد آل ثاني (مواليد 1978)    |        | 22 أكتوبر 1996   | 5 أغسطس 2003     |
| 6 | الشيخ تميم بن حمد آل ثاني (مواليد 1980)    |        | 5 أغسطس 2003     | 25 يونيو 2013    |